# Eutrópio (historiador)

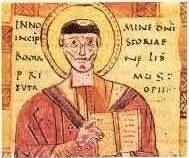
Eutrópio

Eutrópio (em latim: Flavius Eutropius) foi um historiador romano que viveu e trabalhou na segunda metade do século IV. Desempenhou o cargo de secretário (magister memoriae) em Constantinopla, acompanhou o imperador Juliano, o Apóstata (r. 361–363) na sua expedição contra os persas (363), e ainda vivia no reinado de Valente (r. 364–378), a quem dedicou o seu Breviário da História Romana. Um outro historiador, Jorge Codino, no Sobre as Origens de Constantinopla (De Originibus Constantinopolitanis), afirma que Eutrópio foi secretário de Constantino, mas não é garantido que se estivesse a referir ao mesmo Eutrópio.

## Breviário da História Romana
O Breviário da História Romana (Breviarium historiae Romanae) é um compêndio da história de Roma desde a fundação da cidade até a subida de Valente ao trono e está estruturado em dez livros. Foi realizado com cuidado, baseando-se nas melhores fontes então disponíveis e dá mostras, globalmente, de imparcialidade e de clareza no estilo de escrita. Muito embora por vezes o latim empregado se afaste dos modelos ditos "puros", a obra foi durante muito tempo leitura indispensável para o ensino básico. O seu valor, aferido individualmente, é reduzido, mas mostra-se útil para suprir as lacunas que algumas obras de maior autoridade revelam. O Breviário foi aumentado e continuado até a época de Justiniano I (r. 527–565) por Paulo, o Diácono. O trabalho deste último foi, por sua vez, retomado por Landolfo Sagax (c. 1000), e completado até aos dias do imperador Leão V, o Armênio (r. 813–820), na Historia Miscella.
Das traduções para o grego da obra de Eutrópio, aquelas que chegaram até nós em melhores condições de conservação foram as de Capito Lício e de Peânio, estando esta última quase integralmente preservada. A melhor edição de Eutrópio é a de H. Droysen (1879), a qual inclui a versão grega e as edições alargadas por Paulo, o Diácono, e por Landolfo. Existem numerosas edições e traduções em inglês.